# انتهى (اختلال ضال)
«انتهى» (بالإنجليزية: Over)‏ هي الحلقة العاشرة للموسم الثاني من مسلسل إيه إم سي التلفزيوني الدرامي اختلال ضال. كتبها مويرا والي-بيكت وأخرجها فيل إبراهام، تم بثها على إيه إم سي في 10 مايو 2009.

## وصلات خارجية
- «انتهى» على إيه إم سي (بالإنجليزية)
- «انتهى» على قاعدة بيانات الأفلام على الإنترنت (بالإنجليزية)